# ويليام ديلر ماثيو
ويليام ديلر ماثيو (بالإنجليزية: William Diller Matthew)‏ 'الجمعية الملكية'(19 فبراير 1871 - 24 سبتمبر 1930) كان عالم حفريات فقارية عمل في المقام الأول على أحافير الثدييات، كما نشر بعض الدراسات عن المعادن والجيولوجيا، ودراسة على النبات، واحدة على ثلاثي الفصوص.

## روابط خارجية
- ويليام ديلر ماثيو على موقع الموسوعة البريطانية (الإنجليزية)